# Guitalens-L'Albarède
Guitalens-L'Albarède är en kommun i departementet Tarn i regionen Occitanien i södra Frankrike. Kommunen ligger i kantonen Vielmur-sur-Agout som tillhör arrondissementet Castres. År 2022 hade Guitalens-L'Albarède 835 invånare.

## Befolkningsutveckling
Antalet invånare i kommunen Guitalens-L'Albarède
| Referens: INSEE |